# Aappilattoq (Kujalleq)
Aappilattoq is een middelgroot dorp in de gemeente Kujalleq in Groenland.
Het dorp heeft 160 inwoners (volkstelling 2005).